# Siberian Husky

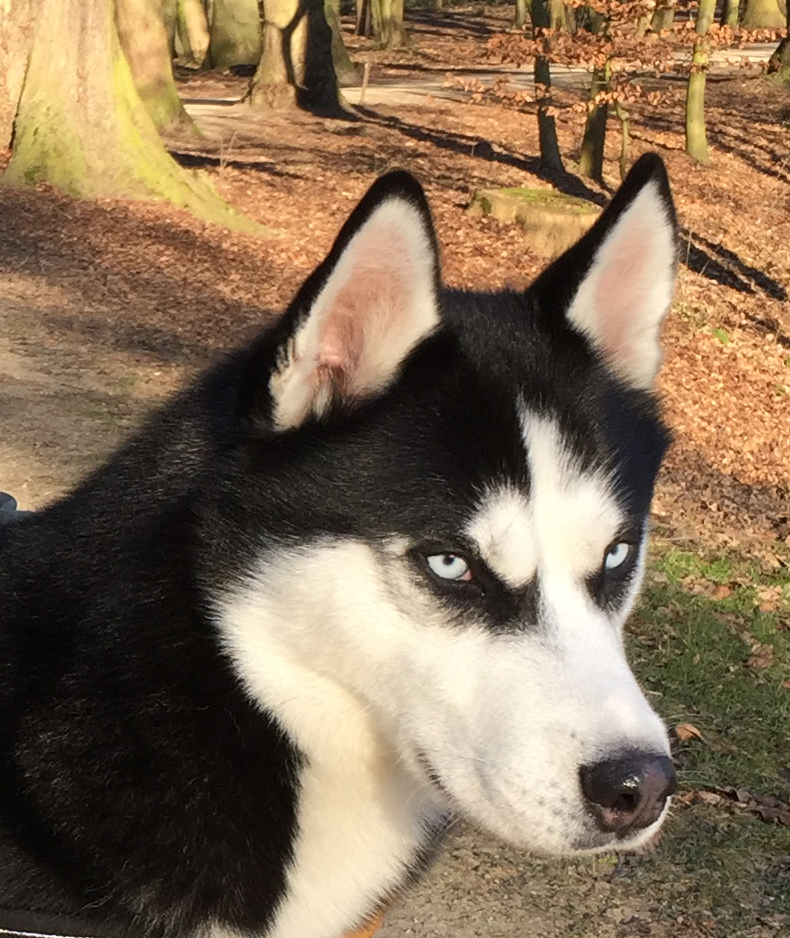
Siberian Husky mit blauen Augen.

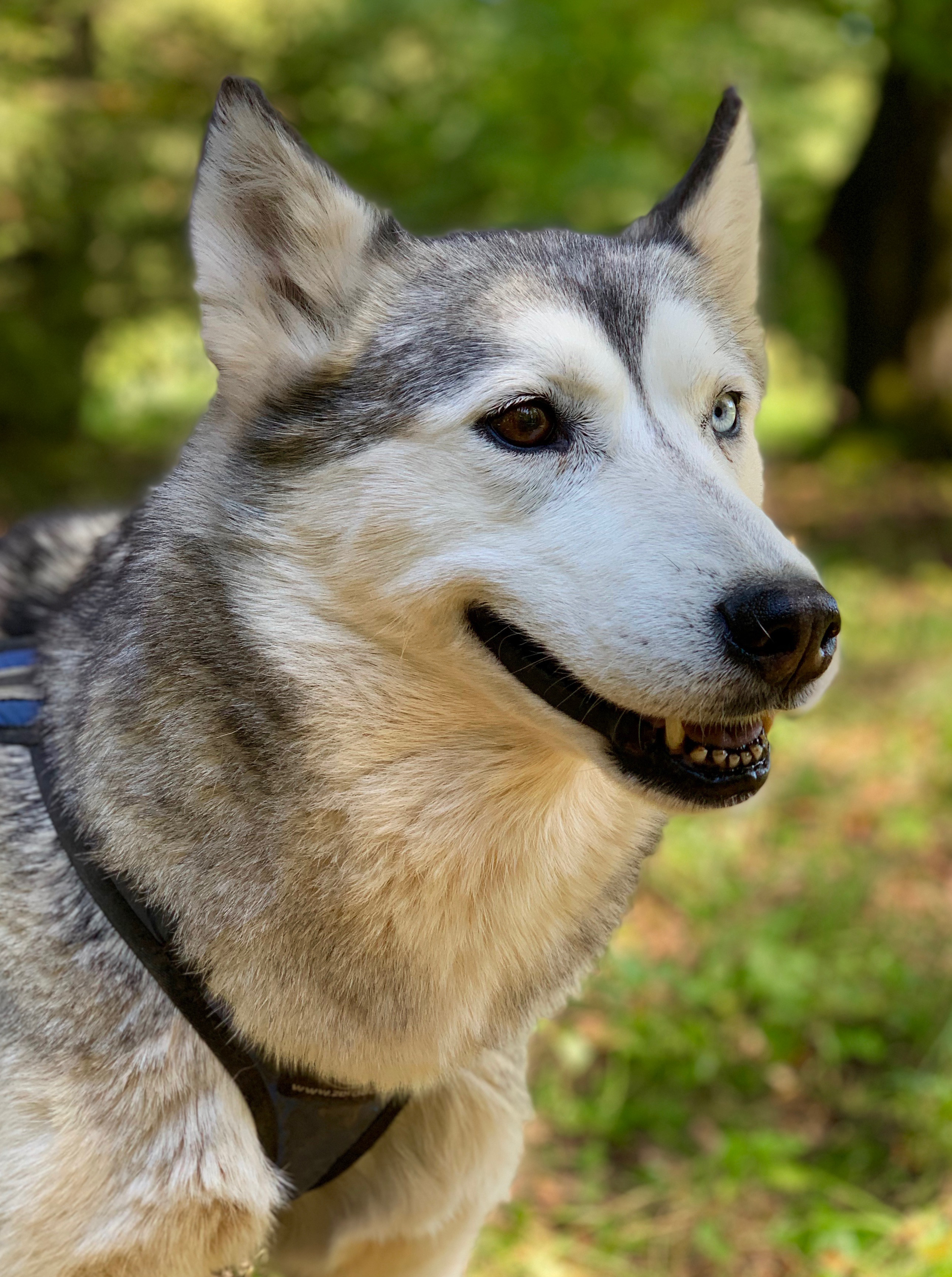
Husky mit verschiedenfarbigen Augen.

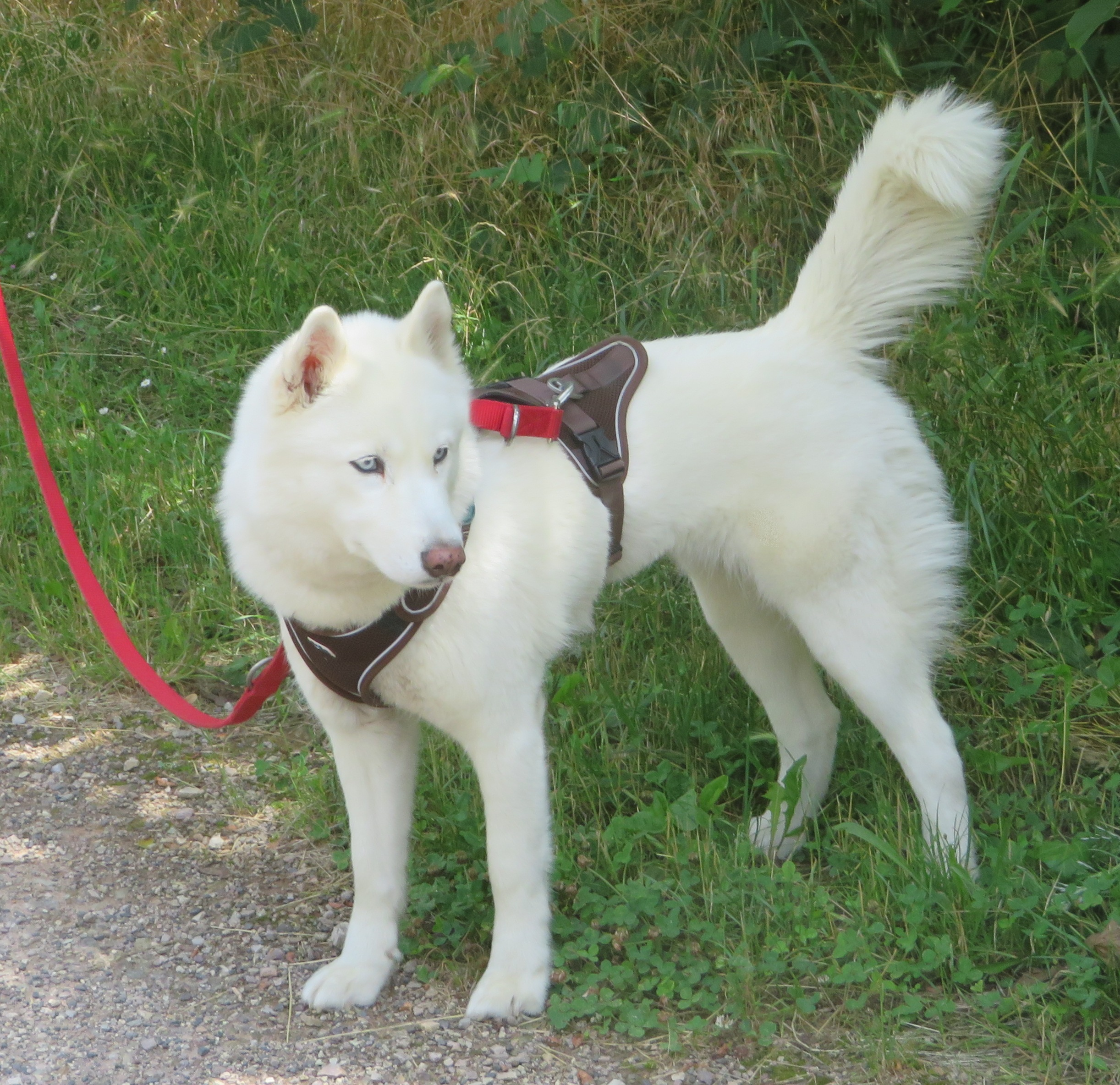
Weiße Huskyhündin mit rosa "Schneenase", blauen Augen und sichelförmig getragener Rute

Der Siberian Husky ist eine von der FCI anerkannte Hunderasse (Gruppe 5, Sektion 1, Standard Nr. 270) aus den USA.

## Herkunft und Geschichtliches
Die Vorfahren des Siberian Husky stammen aus dem nördlichen Sibirien. Dort waren sie jahrhundertelang unentbehrliche Begleiter der dort lebenden Nomadenvölker, zum Beispiel der Tschuktschen oder der Jakuten.
1909 meldete sich der aus Sibirien stammende Pelzhändler William Goosak mit seinen kleinen, relativ zierlichen Hunden zum All-Alaska-Sweepstakes-Schlittenhunderennen (408 Meilen von Nome nach Candle und zurück) an. Er wurde wegen seiner „kleinen Hunde“ belächelt. Goosak belegte bei diesem anspruchsvollen Rennen Rang drei. Im Jahr darauf gewann John Johnson („Iron Man“) mit ebenso kleinen Hunden. Die beiden anderen eingetragenen Gespanne von „Siberian Huskys“ belegten die Plätze zwei und vier. Daraufhin wurde 1910 in Alaska die Zucht durch den norwegischen Musher Leonard Seppala gegründet. Eine bedeutende Rolle für die Zuchtentwicklung spielte dabei unter anderem Seppalas Rüde Togo.

## Beschreibung
Die wichtigsten Merkmale des Aussehens sind entsprechend dem Rassestandard: Die Rüden werden bis zu 60 cm und die Hündinnen bis zu 56 cm groß. Das Gewicht ausgewachsener Rüden beträgt bis 28 kg und das von Hündinnen bis 23 kg. Der Aufbau des Körpers sollte im Wesentlichen rechteckig sein, die Höhe des Rumpfes sollte in guter Proportion zur Länge stehen. Das Wesentlichste bei der Bewertung des Körperbaus ist die Eignung des Huskys zur Zugarbeit. Das Fell des Siberian Husky besteht aus zwei Lagen: der Unterwolle und mittellangem Deckhaar. Während die Unterwolle, die ein- bis zweimal pro Jahr gewechselt wird, rein weiß oder nur leicht gefärbt ist, kann das Deckhaar alle Färbungen von weiß über rot und grau bis zu schwarz annehmen. Die häufigste Zeichnung am Körper ist dabei eine kräftige Färbung am Rücken, die über die Seiten zum Bauch hin immer schwächer wird. Die Zeichnung Pinto (geschecktes Fell) ist selten zu beobachten. Bauch und Brust sind meist rein weiß.
Der Schädel läuft zu den Augen hin leicht zusammen und weist einen ausgeprägten Stopp auf. Er sollte insgesamt einen nicht zu massigen Eindruck vermitteln. Der Fang läuft zur Nase hin leicht zusammen, ohne dabei spitz zu wirken. Die Ohren haben mittlere Größe, sind dreieckig, eng beieinanderstehend und hoch angesetzt. Sie sind dick und gut behaart. Die Nase ist der Fellfärbung angepasst, leberfarben bei roten, schwarz bei schwarzen und grauen Hunden. Eine nicht vollständig ausgeprägte Pigmentierung (sogenannte Schneenase) ist aber kein Zuchtfehler. Die Augen können blau oder braun beziehungsweise bernsteinfarben sein. Auch das Auftreten unterschiedlich gefärbter oder gemischtfarbiger Augen entspricht dem Rassestandard. Oft ist auch ein Auge braun, das andere blau gefärbt (Odd-eyed). Das Kopffell ist oft auffällig gezeichnet in Form einer offenen oder geschlossenen Maske. Laut Standard besitzt der Siberian Husky eine Sichelrute, die keinesfalls über dem Körper gerollt getragen werden sollte. Die buschige Rute des Husky ist mit besonders steifem Stockhaar ausgestattet und enthält keine (oder nur wenig) Unterwolle. Dadurch ist der Husky in der Lage, sich in einem Schneesturm komplett einschneien zu lassen, indem er sich einrollt und die Nase unter die Rute steckt. Diese wirkt dabei als Luftfilter und Luftvorwärmung, so dass der Husky die Nacht unter dem Schnee verbringen kann.
Der Husky ist den polaren Regionen optimal angepasst. Sein Fell besitzt zwei Schichten: die Deckhaare, welche wasserabweisend und robust sind, und die Unterwolle, die aus feinen Haaren besteht. Die zwei Schichten bilden eine optimale Wärmedämmung aus, denn die Unterwolle bildet bei den Bewegungen des Hundes Wärme (Reibung), und die Deckhaare verhindern den Wärmeverlust. Die Pfoten sind beim Husky vergleichsweise kleiner und kompakter als die von ähnlich großen Hunden. Somit wird auch hier dem Wärmeverlust entgegengewirkt, und die Verletzungsgefahr ist eingeschränkt.

## Verwendung
Der Husky ist in der Lage (bei ausreichendem Training), das Neunfache seines eigenen Körpergewichts zu ziehen, und ist so ein überlebenswichtiges Nutztier und Familienmitglied der Eskimos geworden. Welpen werden zusammen mit den eigenen Kindern im Haus aufgezogen, das erzeugte die menschen- und kinderfreundlichen Eigenschaften der Huskys. Sie mussten auch jedem Folge leisten, weil die Schlitten nicht nur von einem Mann gefahren wurden. So wurden auch nur die folgsamsten und freundlichsten Hunde zur Zucht verwendet. Huskys besitzen einen ausgezeichneten Orientierungssinn, durch den sie nie von bekannten Wegen abkommen, selbst wenn diese durch die dicke Schneedecke nicht mehr sichtbar sind.

## Charakter
Die FCI beschreibt den Husky folgendermaßen: Das charakteristische Temperament des Siberian Husky ist freundlich und sanftmütig, aber auch aufmerksam und kontaktfreudig.  Er ist kein Wachhund und zeigt sich gegenüber Fremden oder anderen Hunden selten misstrauisch. Ihm werden Intelligenz und gute Dirigierbarkeit nachgesagt und er ist so ein guter Begleiter und williger Arbeitshund.

## Rassetypische Erkrankungen
Huskys neigen zu einer vermutlich genetisch bedingten Hauterkrankung, der Zink-reaktiven Dermatose. Ursache ist eine verminderte Aufnahme des Spurenelements Zink aus der Nahrung.